# Djibouti op de Olympische Zomerspelen 1992
Djibouti nam voor de eerste keer deel aan de Olympische Zomerspelen 1992 in Barcelona, Spanje. Er werden geen medailles gewonnen.

## Deelnemers

### Atletiek
| Olympiër             | Discipline   | Resultaat | Prestatie                  |
| -------------------- | ------------ | --------- | -------------------------- |
| Houssein Djama       | 1500m (m)    | 30e       | serie 4: 7de in 3.44,13    |
| Moussa Souleiman     | 5000m (m)    | 45e       | serie 3: 13de in 14.28,77  |
| Omar Daher Gadid     | 10000m (m)   | 46e       | serie 2: 25ste in 30.32,89 |
| Talal Omar Abdillahi | marathon (m) | DNF       | niet gefinisht             |
| Ahmed Salah          | marathon (m) | 30e       | 2:19.04                    |

### Judo
| Olympiër             | Discipline | Resultaat | Prestatie                                       |
| -------------------- | ---------- | --------- | ----------------------------------------------- |
| Youssef Omar Isahak  | -60kg (m)  | 23e       | 1ste ronde: vrij 2de ronde: V van POL Kamrowski |
| Alaoui Mohamed Taher | -71kg (m)  | 22e       | 1ste ronde: vrij 2de ronde: V van ISR Smadja    |

### Zeilen
| Olympiër        | Discipline    | Resultaat | Prestatie                                       |
| --------------- | ------------- | --------- | ----------------------------------------------- |
| Robleh Ali Adou | lechner A-390 | 39e       | 378 punten: (32-40-38-PMS-41-30-37-35-39-40-33) |

Albanië · Algerije · Amerikaanse Maagdeneilanden · Amerikaans-Samoa · Andorra · Angola · Antigua en Barbuda · Argentinië · Aruba · Australië · Bahama's · Bahrein · Bangladesh · Barbados · België · Belize · Benin · Bermuda · Bhutan · Bolivia · Bosnië en Herzegovina · Botswana · Brazilië · Britse Maagdeneilanden · Bulgarije · Burkina Faso · Canada · Centraal-Afrikaanse Republiek · Chili · China · Chinees Taipei · Colombia · Congo-Brazzaville · Cookeilanden · Costa Rica · Cuba · Cyprus · Denemarken · Djibouti · Dominicaanse Republiek · Duitsland · Ecuador · Egypte · El Salvador · Equatoriaal-Guinea · Estland · Ethiopië · Fiji · Filipijnen · Finland · Frankrijk · Gabon · Gambia · Gezamenlijk team · Ghana · Grenada · Griekenland · Groot-Brittannië · Guam · Guatemala · Guinee · Guyana · Haïti · Honduras · Hongarije · Hongkong · Ierland · IJsland · India · Indonesië · Irak · Iran · Israël · Italië · Ivoorkust · Jamaica · Japan · Jemen · Jordanië · Kaaimaneilanden · Kameroen · Kenia · Koeweit · Kroatië · Laos · Lesotho · Letland · Libanon · Libië · Liechtenstein · Litouwen · Luxemburg · Madagaskar · Malawi · Malediven · Maleisië · Mali · Malta · Marokko · Mauritanië · Mauritius · Mexico · Monaco · Mongolië · Mozambique · Myanmar · Namibië · Nederland · Nederlandse Antillen · Nepal · Nicaragua · Nieuw-Zeeland · Niger · Nigeria · Noord-Korea · Noorwegen · Oeganda · Oman · Oostenrijk · Pakistan · Panama · Papoea-Nieuw-Guinea · Paraguay · Peru · Polen · Portugal · Puerto Rico · Qatar · Roemenië · Rwanda · Saint Vincent‑Grenadines · Salomonseilanden · Samoa · San Marino · Saoedi-Arabië · Senegal · Seychellen · Sierra Leone · Singapore · Slovenië · Soedan · Spanje · Sri Lanka · Suriname · Swaziland · Syrië · Tanzania · Thailand · Togo · Tonga · Trinidad en Tobago · Tsjaad · Tsjecho-Slowakije · Tunesië · Turkije · Uruguay · Vanuatu · Venezuela · Verenigde Arabische Emiraten · Verenigde Staten · Vietnam · Zaïre · Zambia · Zimbabwe · Zuid-Afrika · Zuid-Korea · Zweden · Zwitserland · Onafhankelijke olympische deelnemers